# 井関家重
井関 家重（いせき いえしげ、天正9年（1581年） - 明暦3年（1657年）は、江戸時代初期の能面彫刻家。近江井関4代目。河内大掾家重と称した。

## 生涯
井関家は正親町三条公綱が応仁の乱を逃れ近江国浅井郡丁野村に隠棲したことに始まり、公綱六代の孫が「近江井関」初代上総介親信と言われ比叡山の僧三光坊（越前国平泉寺の僧とも言われる）に能面彫刻を習った。井関家重は「近江井関」3代目井関備中守家久（または備前掾宗政）の子として、天正9年（1581年）近江国高島郡海津村（現高島市）に生まれた。
家重は幼児より父に能面打ちを教わり、その作品は遥かに父祖の作を凌ぎ、「天下一」の御朱印を受けるに至り、「天下一河内」の焼印を用いた。古今比類無い名手として徳川将軍家に召しだされ、江戸に居を移し、明暦3年（1657年）77歳で没した。法名は「青光院円誉道悟居士」、幕府より受けた砂金で建立した自身の寺「青光院」に葬られた。
作風は彩色は一見粗いが柔らかく、これを能面美術史家は「河内彩色」と呼び珍重されている。また、刷毛を用いず布に絵の具を着けて打ち付けたものもあり、これを「打彩色」と呼ばれている。創意工夫が重ねられた独特の作風は世間から激賞を受けた。
家重の長男家正も能面を打ったが、父に及ばず井関家の伝統は絶えた。しかし、家重の弟子からは大宮大和など一流の面打ち師が生まれた。

## 系譜
- 父：井関家久または井関宗政
- 母：不詳
- 妻：不詳
  - 長男：井関家正

## 参考資料
- 『肥後松井家の名品』茶道資料館; 相国寺承天閣美術館; 日本経済新聞社大阪本社、2011年。 NCID BB07146107。